# Инвазија на Исланд
Инвазија на Исланд (такође и Операција Форк) коју је извела Краљевска ратна морнарица и Краљевски маринаци догодила се 10. маја 1940, на почетку Другог светског рата.
Инвазија је извршена јер се британска влада плашила да ће Исланд користити Немци, који су недавно извршили инвазију на Данску, која је била у личној унији са Исландом и која је раније била у великој мери одговорна за спољну политику Исланда. Влада Исланда издала је протест, оптужујући да је њена неутралност „флагрантно прекршена“ и „повређена независност“.
На почетку рата, Велика Британија је увела строгу контролу извоза исландске робе, спречавајући исплативе пошиљке у Немачку, као део своје поморске блокаде. Велика Британија је понудила помоћ Исланду, тражећи сарадњу „као ратном савезнику“, али је исландска влада то одбила и потврдила своју неутралност. Немачко дипломатско присуство на Исланду, заједно са стратешким значајем острва, узнемирило је владу Велике Британије.
Након неуспела да наговори исландску владу да се придружи савезницима, Велика Британија је извршила инвазију ујутро 10. маја 1940. Краљевски маринаци којима је заповедао пуковник Роберт Стургес  искрцали су се у главном граду Рејкјавику. Не наилазећи на отпор, трупе су брзо кренуле да онемогуће комуникационе мреже, осигурају стратешке локације и ухапсе немачке грађане. Реквирирајући локални транспорт, трупе су се преселиле у Hvalfjörður, Kaldaðarnes, Sandskeið, и Akranes како би осигурале наведена подручја од могућег немачког контранапада и искрцавање.

## Инвазија

### Позадина
Током 1918. године, после дужег периода данске владавине, Исланд је постао независна држава у личној заједници са данским краљем и заједничким спољним пословима. Новопоформирана Краљевина Исланд прогласила се неутралном земљом без одбрамбених снага. Уговор о унији дозвољавао је да ревизија започне током 1941. и да се унилатерално раскине три године након тога, ако не буде постигнут споразум. До 1928. године све исландске политичке странке сложиле су се да ће споразум о унији бити раскинут што је пре могуће.
9. априла 1940, немачке снаге започеле су операцију Везерибунг, напавши и Норвешку и Данску. Данска је покорена у року од једног дана и окупирана. Истог дана, британска влада послала је поруку исландској влади, наводећи да је Велика Британија спремна да помогне Исланду у одржавању његове независности, али да ће за то бити потребни објекти на Исланду. Исланд је позван да се придружи Великој Британији у рату „као ратоборац и савезник“. Исландска влада је одбила понуду. Следећег дана, 10. априла, исландски парламент, Алþинги (или Алтхинг), прогласио је данског краља Кристијана Х неспособним да извршава своје уставне дужности и доделио их влади Исланда, заједно са свим осталим одговорностима које је раније у име Данске обављало Исланд.
Операцијом Валентине 12. априла 1940, Британци су заузели Фарска острва. Након инвазије Немачке на Данску и Норвешку, британска влада је постајала све забринутија да ће Немачка ускоро покушати да успостави војно присуство на Исланду. Сматрали су да би ово представљало неподношљиву претњу британској контроли северног Атлантика. Једнако важно, Британци су били жељни да на Исланду добију базе за јачање северне патроле.

## Планирање
Како се војна ситуација у Норвешкој погоршавала, Адмиралитет је закључио да Велика Британија више не може без база на Исланду. Винстон Черчил је 6. маја представио случај Ратном кабинету. Черчил је тврдио да ако покушају са даљим преговорима са исландском владом, Немци могу сазнати за њих и прво деловати. Сигурније и ефикасније решење било је ненајављено искрцавање трупа и стављање исландске владе пред завршен чин. Ратни кабинет је одобрио план.
Експедиција је организована на брзину и случајно. Велики део оперативног планирања спроведен је у току инвазије. Снаге су биле снабдевена са неколико мапа, већином лошег квалитета. Нико од експедиција није течно говорио исландски језик.
Британци су планирали да искрцају све своје снаге у Рејкјавику. Тамо би савладали сваки отпор и поразили локалне Немце. Да би се заштитили од немачког контранапада морем, осигурали би луку и копном послали трупе у оближњи Хвалфјорðур. Британци су се такође бринули да би Немци могли да пребаце трупе, као што су то учинили са великим успехом у својој норвешкој кампањи. Да би се заштитили од овога, трупе би возиле на исток до слетишта у Сандскеиð и Калдаðарнес. На крају, трупе ће бити послате копном у луку Акуреири а искрцавање ће бити у Мелгерðи на северу земље.
Британско Поморско обавештајно одељење (Naval Intelligence Division (NID)) очекивало је отпор из три могућа извора. Локални Немци, за које се сматрало да имају оружје, могли би да се одупру или чак покушају неку врсту пуча. Поред тога, немачке инвазијске снаге могле би се већ припремити или започети одмах након британског искрцавања. NID је такође очекивао отпор полиције у Рејкјавику, коју је чинило око 60 наоружаних људи. Ако би случајно дански патролни брод био присутан у Рејкјавику, дански морнари би могли помоћи браниоцима. Ова брига била је беспотребна, јер су се једина данска поморска пловила у иностранству налазила на Гренланду.

## Оперција Форк
Дана 3. маја 1940. године, други краљевски марински батаљон који је био стациониран у Бислеиу, Суреи је добио наређење из Лондона да буде спреман да крене за два сата за непознато одредиште. Батаљон је активиран само месец дана раније. Иако је постојало језгро активних официра, трупе су биле саставњене од нових регрута који су били делимично обучени. Оружја је било недовољно и састојало се само од пушака, пиштоља и бајонета, док је 50 маринаца тек добило пушке и није имало прилику да пуца из њих. 4. маја батаљон је добио неку скромну додатну опрему у виду лаких митраљеза Брен, противтенковских топова и минобацача од 50 мм. Без времена на располагању за подешавање оружја и почетно упознавање које је морало да се обави на мору.
Помоћна оружја којима су снаге снабдевене састојала су се од две брдске хаубице калибра 94 мм, четири морнаричка топа QF од 0,907 кг и два обалска одбрамбена топа калибра 101 мм. Топовима су руковале трупе из артиљеријских дивизија морнарице и маринаца, од којих нико никада није испалио ниједну гранату. Недостајали су им рефлектори, комуникациона опрема и директори топова.
Пуковник Роберт Стургес је добио задатак да командује снагама. Са 49 година био је изузетно цењени ветеран Првог светског рата, ратујући у бици код Галипоља и битке код Јиланда. Пратио га је мали обавештајни одред којим је командовао мајор Хамфри Куил и дипломатска мисија којом је управљао Чарлс Хауард Смит. Поред њих, инвазијске снаге састојале су се од 746 војника.

## Путовање на Исланд
6. маја, инвазионе снаге укрцле су се на возове за Гренок. Да не би скренули пажњу на себе, снаге су биле подељене на два различита воза за путовање, али због кашњења у железничком саобраћају трупе су стигле на железничку станицу у Греноку приближно у исто време, изгубивши жељени степен анонимности. Безбедност операције је била угрожена некодираном депешом, и док су трупе стигле у Гренок, многи су знали да је одредиште Исланд.
7. маја ујутро, инвазионе снаге су се упутиле у луку у Гренок, где су биле усидреме крстарице Бервик и Гласгов, које су требале да пребаце инвазионе снаге на Исланд. Полазак је одложен за 8. мај, због проблема који су настали при укрцавању и велики део опреме и залиха је морао да остане на моловима.
У 04:00, 8. маја, крстарице су кренулe за Исланд у пратњи бродова за заштиту против подморница коју су чинили разарачи Неустрашиви и Срећа. Путовање је коришћено како је планирано за упознавање са новонабављеним оружјем. Путовање је прошло без потешкоћа.

## Исход
Увече 10. маја, влада Исланда издала је протест, оптужујући да је његова неутралност „флагрантно прекршена“ и „повређена независност“, напомињући да ће се очекивати накнада за сву нанесену штету. Британци су обећали компензацију, повољне пословне споразуме, немешање у исландске послове и повлачење свих снага на крају рата. Следећих дана у Рејкјавику је распоређена опрема за противваздушну одбрану и одред трупа упућен у Акурејри. Међутим, почетне инвазијске снаге биле су лоше опремљене, само делимично обучене и недовољне за задатак окупације и одбране острва.
17. маја, 4.000 додатних војника канадске војске стигло је да растерети маринце. У јулу су искрцани 2. канадска дивизија и 3. канадска дивизија. Окупационе снаге Комонвелта на крају су износиле 25.000 пешака са елементима Краљевског ваздухопловства, Краљевске морнарице и Краљевске канадске морнарице. Годину дана након инвазије, снаге из још увек званично неутралних Сједињених Држава биле су смештене на острву договором са исландском владом, растерећујући главнину британских копнених снага. Америчке снаге знатно су порасле након што су се САД придружиле рату 7. децембра 1941. године, достигавши истовремено чак 30.000 војника, морнарице и ваздухопловства. Две станице Краљевског ваздухопловства РАФ и РЦАФ наставиле су да раде до краја рата.
Током окупације, 17. јуна 1944, Исланд се прогласио републиком. Споразумом из Кефлавика, потписаним током 1946. године између САД и Републике Исланд, било је предвиђено да америчка војска напусти земљу у року од шест месеци, а Исланд ће добити у посед аеродром Кефлавик. То се није догодило деценијама, а значајно америчко војно присуство остало је на Исланду до 30. септембра 2006. На крају непријатељстава, већина британских објеката предата је исландској влади.